# Čudové

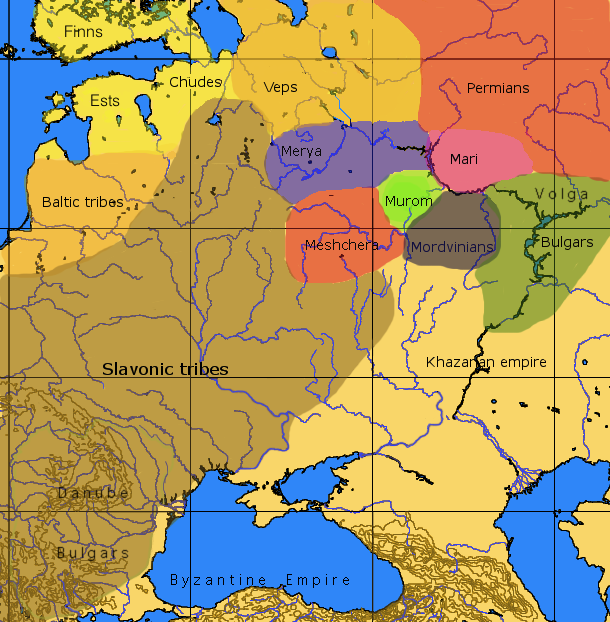
Kmeny ve východní Evropě v 9. století

Čudové (ve slovanských jazycích чудь, v ugrofinských tshuudi, tšuudi) je historický termín používaný v nejstarších ruských kronikách pro označení různých ugrofinských národů v oblasti dnešního Finska, Estonska a severovýchodního Ruska.
Pravděpodobně poprvé bylo toto označení použito okolo roku 1100 mnichem Nestorem pro prapředky dnešních Estonců. Podle Nestora napadl kníže Jaroslav I. Moudrý roku 1030 zemi Čudů a položil základy Jurjevu (dnešní Tartu v Estonsku). Později byl název Čudové použit k označení ostatních baltofinských národů nazývaných volok, vztahující se zřejmě ke Karelům.
Podle starých východoslovanských kronik byli Čudové jedni ze zakladatelů Ruského chanátu.
Severní Čudové byli také bájný národ ve folklóru severních Rusů a jejich sousedů. V komijské mytologii představovali Severní Čudové mytické předky komijského národa. U Sámů se naopak Čudy míní finští, karelští nebo ruští lupiči.
Výzkumy ukázaly, že genom ze severu a západu Ruska má mnoho společného s genomy ugrofinskými.